# تصحیح خطای کوانتومی
تصحیح خطای کوانتومی (انگلیسی: Quantum error correction) در رایانش کوانتومی برای محافظت از اطلاعات کوانتومی در برابر ناهمدوسی کوانتومی و دیگر اختلالات کوانتومی به‌کار می‌رود.